# NGC 1209
NGC 1209 (другие обозначения — MCG -3-8-73, PGC 11638) — эллиптическая галактика (E6) в созвездии Эридан.
Этот объект входит в число перечисленных в оригинальной редакции «Нового общего каталога».
Галактика NGC 1209 входит в состав группы галактик NGC 1199. Помимо NGC 1209 в группу также входят IC 276, NGC 1114, NGC 1189, NGC 1199 и MGC -3-8-45.
Имеет слегка X-образную форму, поэтому профессор Кортни Селигман считает её своеобразной линзовидной галактикой.